# La prima guerra del football e altre guerre di poveri
(Kapuściński, La prima guerra del football e altre guerre di poveri)
La prima guerra del football e altre guerre di poveri (titolo originale Wojna Futbolowa) è un libro del reporter polacco Ryszard Kapuściński.

## Il libro
Il libro nasce da una raccolta di scritti del giornalista, inviato di guerra per il quotidiano Polityka e per l'agenzia di stampa Polska Agencja Prasowa (PAP), entrambi operanti nel suo paese.
L'autore raccoglie le sue esperienze degli anni che vanno dal 1960 al 1976: sedici anni passati tra il Ghana ed il Congo, il Tanganica, il Sudafrica degli afrikaner, l'Algeria, la Nigeria, il Cile, l'Honduras ed El Salvador. Ed ancora i racconti della guerra tra Siria ed Israele e dell'occupazione turca dell'isola di Cipro.
Il titolo del libro fa riferimento alla "Guerra del Football", il brevissimo conflitto combattuto nel 1969 tra Honduras e Salvador, conosciuto anche come "Guerra del calcio" (o "Guerra delle cento ore") in quanto prese le mosse in concomitanza della serie di incontri validi per la qualificazione ai Mondiali di calcio del 1970 in Messico tra le nazionali di Honduras ed El Salvador.
Il giornalista narra dei popoli in guerra e della sua precaria condizione di inviato polacco in territorio straniero. Importanti i ritratti che Kapuściński fa di alcuni leader africani come Kwame Nkrumah, Patrice Lumumba e Ben Bella.

## Edizioni
Il libro fu pubblicato in lingua originale nel 1978. La prima pubblicazione in Italia avvenne nel 1990. La Feltrinelli lo pubblica per la prima volta nel 2002, all'interno della collana "I Narratori".